# Camelia Potec
Camelia Potec (Rumania, 19 de febrero de 1982) es una nadadora rumana especializada en pruebas de estilo libre, donde consiguió ser campeona olímpica en 2004 en los 200 metros.

## Carrera deportiva
En los Juegos Olímpicos de Atenas 2004 ganó la medalla de oro en los 200 metros estilo libre, con un tiempo de 1:58.03 segundos, por delante de la italiana Federica Pellegrini y la francesa Solenne Figuès.